# Sarosa ufentina
Sarosa ufentina är en fjärilsart som beskrevs av Druce 1883. Sarosa ufentina ingår i släktet Sarosa och familjen björnspinnare. Inga underarter finns listade.